# Германия на «Евровидении-1963»
Германия принимала участие в Евровидении 1963, проходившем в Лондоне, Великобритания. На конкурсе её представлял Хайди Брюль с песней «Marcel», выступавший под номером 3. В этом году страна заняла 9-е место, получив 5 баллов. Комментатором конкурса от Германии в этом году был Ханнс Иоахим Фридрихс.

## Национальный отбор
Национальный отбор проходил во Франкфурте-на-Майне. Брюль был изначально выбран представителем от Германии, позже было предложено 5 песен, которые он исполнил, и по итогам голосов телезрителей была выбрана песня «Marcel»
| Номер | Песня              | Кол-во голосов | Место |
| ----- | ------------------ | -------------- | ----- |
| 1     | «Die blaue Stunde» | 5846           | 4-е   |
| 2     | «Das kleine Lied»  | 5011           | 5-е   |
| 3     | «Zum großen Glück» | 6681           | 3-е   |
| 4     | «Marcel»           | 55119          | 1-е   |
| 5     | «Ein schöhner Tag» | 10857          | 2-е   |

## Страны, отдавшие баллы Германии
Число членов национальных жюри было увеличено до двадцати, а количество очков, присуждаемых каждым членом, — с трёх до пяти, что позволило голосовать за пять лучших песен.
| Монако | Норвегия |

## Страны, получившие баллы от Германии
| 5 баллов | Монако     |
| 4 балла  | Швейцария  |
| 3 балла  | Люксембург |
| 2 балла  | Дания      |
| 1 балл   | Франция    |